# معاهده تارباغاتای

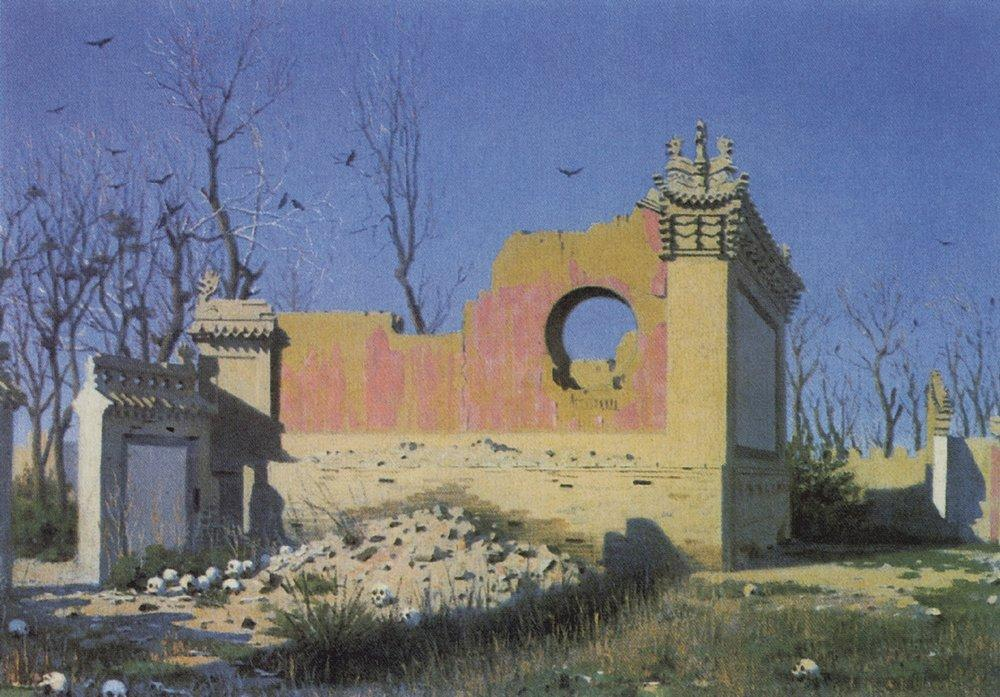
واسیلی ورشچاگین، "ویرانه‌های تئاتر در چوگوچاک"

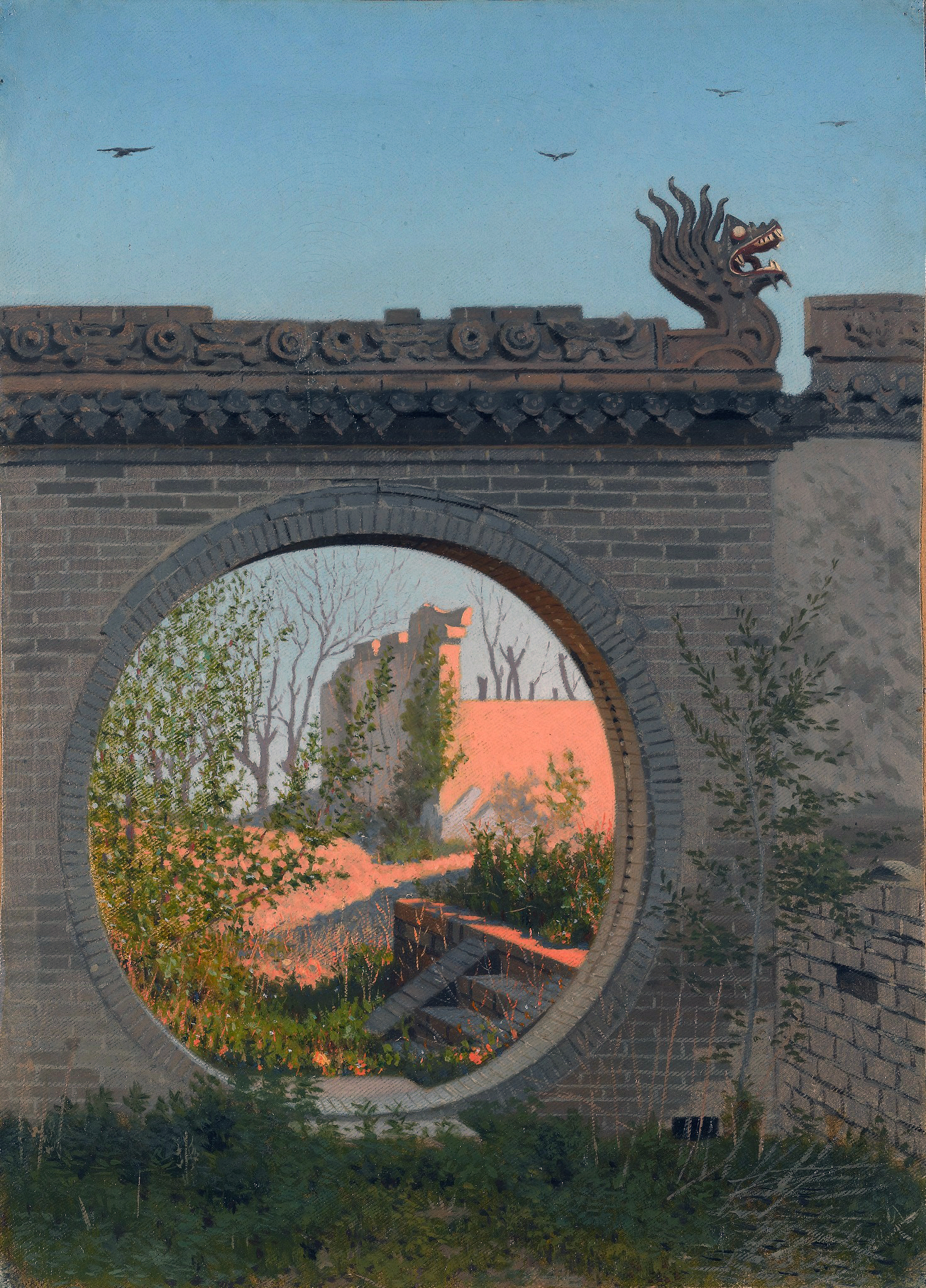
واسیلی ورشچاگین، «دروازه باغ در چوگوچاک

معاهده تارباغاتای (انگلیسی: Treaty of Tarbagatai) (به چینی: 塔爾巴哈台) یا پیمان چوگچاک (به چینی: 中俄勘分西北界約記) در ۷ اکتبر ۱۸۶۴ (۲۵ سپتامبر طبق تقویم قدیمی) یک توافق مرزی بین چینِ سلسله چینگ و امپراتوری روسیه بود که بیشتر مرزهای غربی آنها را در آسیای مرکزی، بین مغولستان بیرونی و خانات خوقند مشخص می‌کرد.
این توافق توسط ایوان زاخاروف، کنسول کل قولجا، و ایوان فدوروویچ بابکوف، سرهنگ سپاه سیبری از طرف روسیه، و مینگ اول، ژنرال اولیاستای، هسی لین، سفیر تارباغاتای، و بولگوسو، فرمانده تیپ تارباغاتای از طرف چین امضا شد.
طبق این توافق، روسیه حدود ۹۱۰ هزار کیلومتر مربع از خاک سین کیانگ چین را به دست آورد و دریاچه بالخاش که قبلاً در مرز دو کشور قرار داشت، به‌طور کامل در خاک روسیه قرار گرفت. این معاهده گاهی جزو «معاهدات نابرابر» شمرده می‌شود.
یک کمیسیون مرزی روسیه و چین در ۱۳ مه ۱۸۶۱ در تاچنگ (همچنین به نام تارباغاتای یا چوگچاک شناخته می‌شود) در چین تشکیل شد تا مطابق با ماده ۳ معاهده پکن در سال ۱۸۶۰، مرز غربی را ترسیم کند. بررسی واقعی تا ۱۱ ژوئیه ۱۸۶۲ آغاز نشد. هر دو کشور به دنبال اعمال نفوذ در بررسی با تهدید به زور نظامی و اتحاد با قبایل محلی بودند، اما هیئت روسی دستور داشت که بر مرزی که توسط توپوگرافی تعیین می‌شود، نه مرزهای بین گروه‌های قومی محلی، پافشاری کند.
مذاکرات به دلیل اختلاف نظر در تفسیر ماده ۲ معاهده پکن با مشکل مواجه شد. چین استدلال می‌کرد که این ماده نمی‌تواند مبنای مذاکرات باشد زیرا نماینده چینی که در مورد آن مذاکره کرده بود، از شرایط آسیای مرکزی بی‌اطلاع بود. این ماده همچنین بین خطوط مختلف مرزی چین تمایز قائل نشده بود. هیئت چینی استدلال می‌کرد که خط مرزی بیرونی مورد نظر بوده است، در حالی که روس‌ها اصرار داشتند که فقط خط مرزی داخلی کنترل دائمی می‌تواند مورد قبول باشد. هر دو، ساکنان بین دو خط مرزی را اتباع خود می‌دانستند. روس‌ها تمام نقشه‌های چینی را غیرعلمی رد کردند. دور اول مذاکرات در سپتامبر ۱۸۶۲ با شکست مواجه شد.
در تابستان ۱۸۶۳، روس‌ها یک تیم بررسی مستقل اعزام کردند که منجر به درگیری بین نیروهای روسی و چینی شد. هدف سیاست روسیه در حل و فصل مرز خود با چین در سال‌های ۱۸۵۸–۱۸۶۴، ایجاد کنترل بر یک منطقه و مذاکره برای به رسمیت شناختن حاکمیت خود پس از آن بود. تشدید شورش دونگان که در بهار ۱۸۶۲ آغاز شد، توجه چین را از مرز به امنیت داخلی سین کیانگ معطوف کرد. هنگامی که چین سرانجام پروتکلی را امضا کرد که مرز را به نفع روسیه مشخص می‌کرد، نمایندگان به روس‌ها هشدار دادند که شورشیان به تارباغاتای نزدیک می‌شوند. یعقوب بیگ، رهبر شورشیان، در ابتدا از به رسمیت شناختن مرز جدید خودداری کرد و قرقیزها را از طرف روسیه به خدمت گرفت. در نتیجه شورش، علائم مرزی که قرار بود در سال ۱۸۶۵ نصب شوند، تا سال ۱۸۶۹ نصب نشدند. پروتکل‌های مرزی بیشتر در سال ۱۸۶۹ در خاود و در سال ۱۸۷۰ در تارباغاتای امضا شدند.